# George Patton
George Smith Patton GCB OBE (født 11. november 1885, død 21. december 1945) var en ledende amerikansk general under 2. verdenskrig ved operationerne i Nordafrika, Sicilien, Frankrig og Tyskland, 1942-1945.
Under 1. verdenskrig var han en af de øverstkommanderende i det nyformerede kampvognskorps og deltog i kampene på Vestfronten i 1918, hvor han blev såret.
Efter 1. verdenskrig var han fortaler for mekaniseret krigsførelse, men valgte af karrieremæssige årsager at vende tilbage til kavaleriet. Under 2. verdenskrig kommanderede han både armékorps og arméer under kampagnerne i Nordafrika, Sicilien og Nordvesteuropa.

## Familie
George Smith Patton blev født i San Gabriel Township i Californien (i det, der nu er byen San Marino), som søn af George Smith Patton Sr. (november 1856 – juni 1927) og Ruth Wilson. Selv om han principielt var den tredje George Smith Patton fik han navnet Junior. Pattonfamilien var velhavende og stammede fra Skotland. Som dreng læste Patton masser af klassisk litteratur og militærhistorie. Pattons far var en bekendt af John Singleton Mosby, som var en fremtrædende kavalerist i Sydstaternes hær under den amerikanske borgerkrig, hvor han gjorde tjeneste under J.E.B. Stuart og senere som guerillakæmper. Den unge Patton voksede op med Mosbys historier om militær hæder. Fra en tidlig alder ville Patton selv være general og helt.
Patton stammede fra en lang række af soldater, herunder general Hugh Mercer fra Den amerikanske uafhængighedskrig. Hans oldefar John M. Patton var guvernør i Virginia. En grandonkel, Waller T. Patton, døde af de sår, han fik under Pickett's Charge i Slaget ved Gettysburg. Et andet familiemedlem, Hugh Weedon Mercer, var sydstatsgeneral.
En af hans forfædre var Louis Dubois, en fransk huguenot-immigrant, som sammen med 11 andre grundlagde byen New Paltz i staten New York.
Pattons fars forældre var oberst George Smith Patton og Susan Thornton Glassell. Pattons bedstefar, som var født i Fredericksburg, fik sin eksamen fra Virginia Military Institute (VMI) i 1852 som nr. 2 i en årgang på 24. Efter sin eksamen studerede George Smith Patton jura, og han etablerede sig i Charleston, West Virginia. Da den amerikanske borgerkrig brød ud, gjorde han tjeneste i 22nd Virginia Infantry i i Sydstaternes hær.
Da han døde i slaget ved Opequon (det tredje slag ved Winchester), efterlod Pattons bedstefar sig en søn af samme navn, født i Charleston, West Virginia. Den anden George Smith Patton (var døbt George William Patton i 1856, men ændrede sit navn for at ære sin afdøde far i 1868) var et af 4 børn. Efter at have fået eksamen fra Virginia Military Institute i 1877 gjorde Pattons far tjeneste som offentlig anklager i Los Angeles County, var den første advokat for byen Pasadena og den første borgmester i San Marino, Californien. Han var Demokrat i stil med præsident Woodrow Wilson med en romantisk nostalgi for Sydens tabte sag. Han så med væmmelse på genforeningen af Nord og Syd (Rekonstruktionen) og gjorde sig offentligt til talsmand for "fortsat overherredømme" for "den ariske civilisation". Dette var helt sikkert medvirkende til at forme George Jr.s holdninger, som de kom til udtryk, da han tog sin datter, Ruth Ellen, med for at se Robert E. Lees grav og fortælle hende, at hun var i den grad "urekonstrueret", samtidig med at han gav hende et lille sydstatsflag.
Hans bedsteforældre på mødrene side var Benjamin Davis Wilson, (1. december 1811 til 11. marts 1878), som lagde navn til Mount Wilson i det sydlige Californien, og hans anden hustru Margaret Hereford. Wilson havde skabt sin egen formue efter en barndom som forældreløs i Nashville, Tennessee. Han tjente sine penge som pelsjæger og eventyrer under indianerkrigene og i den Mexicansk-amerikanske krig, inden han giftede sig med en datter af en mexicansk storgodsejer og bosatte sig i det, der skulle blive til Californiens San Gabriel Valley.
Pattons mor havde billeder og statuer af Robert E. Lee og Stonewall Jackson hængende på væggen i deres hjem. Patton beundrede dem, når han knælede i bøn, og troede i starten, at de var portrætter af Gud og Jesus.
I lighed med mange andre i sin familie var Patton fast i troen på reinkarnation. Han hævdede ofte at se billeder af sine forfædre. Ifølge anekdoter så han sig selv om en reinkarnation af Hannibal, en romersk legionær eller en af Napoleons marskaller etc.
Han blev gift med Beatrice Banning Ayer (12. januar 1886 – 30. september 1953), som var datter af en velhavende tekstilfabrikant, den 26. maj 1910. Sammen fik de tre børn, Beatrice Smith (19. marts 1911 – 24. oktober 1952), Ruth Ellen (28. februar 1915 – 25. november 1993) og George Smith Patton (24. december 1923 – 30. juni 2004).

## Uddannelse
Patton gik på Virginia Military Institute i et enkelt år, hvorefter han skiftede til West Point. Efter første år på West Point dumpede han i matematik og måtte gå året om, men han gennemførte herefter med ære og blev udnævnt til kadetadjudant, som er den næsthøjeste kadetpost. Han fik sin eksamen i 1909 og modtog en udnævnelse til officer i kavaleriet.

## De olympiske Lege i 1912
Patton deltog i de Olympiske lege i Stockholm i 1912, hvor han var USA’s deltager i moderne femkamp, første gang denne disciplin blev afviklet. Patton klarede sig godt og opnåede en samlet 5. plads. I skydning blev han kun nr. 21, angiveligt fordi et af skuddene ramte helt forbi. De øvrige skud sad tæt omkring centrum, og Patton mente, at en af kuglerne måtte have ramt et eksisterende hul.

## Patton-sabelen
Efter de olympiske lege blev løjtnant Patton udnævnt til hærens hidtil yngste sværdmester "Master of the Sword." Mens han havde denne stilling, forbedrede og moderniserede Patton hærens kavaleris fægteteknik og designede Model 1913-kavalerisabelen. Den havde et stort, kurveformet fæste og en lige, dobbeltægget stødklinge. Den er nu kendt som "Patton-sabelen". Den var stærkt påvirket af den britiske hærs kavalerisabel fra 1908 og 1912.
Disse våben kom aldrig i brug efter hensigten. Ved begyndelsen af den amerikanske involvering i 1. verdenskrig blev adskillige amerikanske kavalerienheder bevæbnet med sabler bragt frem til fronten, men de blev holdt tilbage, krigens natur var ændret, og tropper på hesteryg var lette mål for fjendtlige tropper med hurtigskydende rifler. Angreb med sabel var blevet forældet.

## Tidlig militærkarriere
Under den Mexicanske ekspedition i 1916 blev Patton tildelt 8th Cavalry Regiment i Fort Bliss, Texas. Han ledsagede den daværende brigadegeneral John J. Pershing som dennes assistent under straffeekspeditionen mod Pancho Villa, efter at dennes styrker var faldet ind i New Mexico, havde overfaldet og plyndret byen Columbus og havde dræbt adskillige amerikanere. Under ekspeditionen lykkedes det Patton, ledsaget af ti soldater i tre biler, at dræbe to mexicanske ledere, bl.a. "General" Julio Cardenas, som var leder af Villas personlige vagter. For denne dåd, samt på grund af Pattons forkærlighed for Colt Peacemakeren, kaldte Pershing ham for sin "Bandit". Pattons succes gav ham et vist ry i De Forenede Stater, og han blev omtalt i aviser landet over.

## Første verdenskrig
Ved USA’s indtræden i 1. verdenskrig forfremmede General Pershing Patton til kaptajn. Mens han var i Frankrig, anmodede Patton om at få tildelt en kampopgave, og Pershing overførte ham til det nyformerede United States Tank Korps. Afhængig af hvilken kilde man henholder sig til, var han enten leder af det amerikanske kampvognskorps eller observatør i Slaget ved Cambrai, hvor man første gang brugte kampvogne i stor stil. Da det amerikanske kampvognskorps ikke deltog i slaget, er rollen som observatør den mest sandsynlige.
På grund af sine succeser, herunder ikke mindst opbygningen af en træningsskole for amerikanske panserstyrker i Langres i Frankrig, blev Patton forfremmet til major og derefter til oberstløjtnant og blev sat i spidsen for U.S. Tank Korps, som var en del af den amerikanske ekspeditionsstyrke AEF og senere af Første U.S. Arme. Han tog del i Slaget ved Saint-Mihiel i september 1918, og blev såret af maskingeværild, da han prøvede at søge hjælp til kampvogne, som sad fast i mudderet. Kuglen passerede igennem den øvre del af låret, og når Patton senere blev beruset ved festlige lejligheder, smed han bukserne for at vise sine ar. Krigen sluttede, mens Patton var ved at komme sig over sine sår.
For sin indsats i Meuse-Argonne-offensiven, fik Patton Distinguished Service Medal og Distinguished Service Cross foruden en forfremmelse på slagmarken til oberst. For sine sår i kamp fik han et Purple Heart.

## Mellemkrigsårene
Mens han gjorde tjeneste i Washington D.C. i 1919 mødte kaptajn (han var skiftet tilbage fra sin midlertidige rang som oberst i krigstid) Patton Dwight D. Eisenhower, som skulle spille en stor rolle i Pattons fremtidige karriere. I de tidlige 20-ere sendte Patton et brev til Kongressen, hvor han bad om tilstrækkelige midler til en panserstyrke, men uden held. Patton skrev også professionelle artikler om taktik for kampvogne og andre panserkøretøjer og foreslog nye måder at bruge dem på. Han fortsatte også med at foreslå fornyelser i radiokommunikation og kanoner til kampvogne. Den beskedne interesse for panser skabte et dårligt klima for forfremmelser, og derfor skiftede Patton tilbage til kavaleriet.
I juli 1932 gjorde Patton tjeneste under hærens stabschef general Douglas MacArthur som major med 600 tropper under sig, i en aktion, der gik ud på at sprede protesterende veteraner i det, som var kendt som the "Bonus Army" i Washington D.C.. MacArthur beordrede tropperne til at rykke frem mod de protesterende med tåregas og bajonetter. På et vist tidspunkt, mens de protesterende gjorde modstand med mursten og forbandelser, ledte Patton det sidste beredne angreb fra U.S. Cavalry. En af veteranerne, som blev jaget væk af kavaleriet, var "Joe Angelo", som havde fået Distinguished Service Cross i 1918 for at have reddet Pattons liv .
Patton gjorde tjeneste på Hawaii, inden han vendte tilbage til Washington D.C. for igen at bede Kongressen om penge til panserenheder. I slutningen af 1930-erne blev Patton udpeget til kommandant for Fort Myer i Virginia. Kort efter de tyske Blitzkrieg-angreb i Europa lykkedes det generalmajor Adna Chaffee, den første chef for U.S. Armys nyopstillede panserstyrke at overbevise Kongressen om behovet for panserdivisioner. Dette førte til aktivering af 1. og 2. panserdivisioner i 1940. Oberst Patton fik kommandoen over 2. panserbrigade i 2. panserdivision i juli 1940. Han blev næstkommanderende divisionschef samme år i oktober og blev forfremmet til brigadegeneral den 2. oktober. Patton gjorde tjeneste som fungerende chef fra november 1940 til april 1941. Han blev forfremmet til generalmajor den 4. april og blev øverstbefalende general for 2. panserdivision 7 dage senere.

## 2. verdenskrig
Under opbygningen af U.S. Army før dens indtræden i 2. verdenskrig kommanderede Patton 2. panserdivision, som klarede sig med blandede resultater både ved de storstilede manøvrer i Louisiana og i Carolinas i 1941. 2. panserdivision havde hjemsted i Fort Benning i Georgia, indtil enheden og dens kommanderende officer blev forflyttet til det nyetablerede ørkentræningscenter i Indio i Californien af chefen for panserstyrkerne generalmajor Jacob L. Devers. Patton blev efterfølgende udpeget som chef for det nyopstillede I Panserkorps af Devers, og havde denne stilling da korpset blev udpeget til at deltage i Operation Torch, invasionen af Nordafrika. Som forberedelse til denne invasion trænede Patton sine tropper i Imperial Valley i Californien. Han indledte disse øvelser i slutningen af 1941 og fortsatte dem til langt ind i sommeren 1942. Patton udvalgte et stort ørkenområde, som var meget vanskeligt, med høje temperaturer, sandede flodløb og absolut tomhed. Det lignede meget det terræn, som Patton og hans mænd ville komme ud for i kampagnerne i Nordafrika. Man kan stadig finde spor efter kampvogne, skyttehuller og patronhylstre i et område omkring 80 km sydøst for Palm Springs.
Den 3. juni 1942 troede Patton, at japanerne var på vej til at invadere Mexico. Han var sikker på, at de ville bruge de mexicanske strande til at angribe ind i Californien. I tre dage havde Patton sine tropper i alarmberedskab for straks at kunne rykke frem og møde japanerne ved spidsen af den Californiske Golf. Den japanske invasionsflåde landede i stedet på Aleuterne på Kiska Island den 6. juni.

### Kampagnen i Nordafrika
I 1942 kommanderede generalmajor Patton den vestlige landgangsstyrke, som landede på kysten af Fransk Marokko i Operation Torch. Patton og hans stab ankom til Marokko om bord på den svære krydser USS Augusta, som kom under beskydning fra det Vichy franske slagskib Jean Bart mens det sejlede ind i havnen i Casablanca.
I 1943 efter U.S. II Korps' nederlag til det tyske Afrikakorps i slaget ved Sidi Bou Zid og igen i Slaget ved Kasserine Passet ønskede general Dwight D. Eisenhower en vurdering af korpset og sendte generalmajor Omar Bradley af sted for at observere, hvordan det fungerede operationelt.
Den 6. marts 1943, som følge af Bradleys rapport, erstattede Patton generalmajor Lloyd Fredendall som chef for U.S. II Korps. Patton blev også forfremmet til generalløjtnant. Kort tid efter fik Patton overført Bradley til sit korps som næstkommanderende. På den måde indledtes et langt samarbejde mellem disse to meget forskellige personligheder.
Patton var hård i sine træningsmetoder og derfor i almindelighed upopulær blandt sin tropper. På den anden side foretrak de at gøre tjeneste under ham, fordi de regnede med, at han gav dem de bedste chancer for at komme hjem i live. Både britiske og amerikanske officerer havde bemærket slapheden og den manglende disciplin i II Korps under Fredendall. Patton forlangte, at alt personel skulle bære stålhjelm, selv lægerne på operationsstuerne, og forlangte at hans tropper bar de upopulære gamacher og slips. Der blev indført et bødesystem for at sikre, at alle barberede sig dagligt og overholdt kravene til uniformen. Disse tiltag gjorde ikke Patton populær, men de var med til at genskabe en fornemmelse af disciplin og stolthed over enheden, som tidligere manglede. I et ordspil over hans øgenavn spøgede tropperne med, at de var "his guts and our blood".
Den af Patton krævede disciplin gav hurtigt resultat. I midten af marts 1943 skubbede den modoffensiv, som U.S. II korps indledte sammen med resten af 1. britiske arme, tyskerne og italienerne mod øst. I mellemtiden pressede den britiske 8. Arme (ørkenrotterne) under feltmarskal Bernard Law Montgomery dem mod vest. Det betød, at tyskerne og italienerne blev presset sammen på et stadigt mindre område i Tunesien, og de måtte overgive sig i midten af maj.

### Kampagnen i Sicilien
Som følge af hans resultater i Nordafrika fik Patton kommandoen over 7. Arme under forberedelsen af invasionen på Sicilien i 1943. Hans opgave var at beskytte den venstre (vestlige) flanke for den britiske 8. Arme, mens de begge rykkede frem mod Messina.
Den Syvende Arme afviste adskillige tyske modangreb i brohovedet, inden den begyndte sin fremrykning nordpå. I mellemtiden gik 8. Arme i stå syd for vulkanen Etna over for et stærkt tysk forsvar. Armégruppens leder, Harold Alexander, udøvede kun løs kontrol over sine to arméchefer. Montgomery tog derfor initiativ til at mødes med Patton i et forsøg på at få koordineret kampagnen.
Patton skabte et midlertidigt korps under sin stabschef og rykkede hurtigt gennem det vestlige Sicilien, hvor han befriede hovedstaden Palermo og drejede derefter hurtigt mod øst mod Messina. Amerikanske styrker befriede Messina i overensstemmelse med den plan, som Montgomery og Patton havde lavet i fællesskab. Tyskerne og italienerne havde kontrollen til søs og i luften over deres tilbagetrækningsruter, og alle deres soldater og det meste af deres tunge udstyr blev færget over Messinastrædet til det italienske fastland.

### Smæk-episoden og fratagelse af kommandoen
Pattons blodtørstige taler gav anledning til kontroverser, da det blev hævdet, at en af dem var inspiration for Biscari-massakren, hvor amerikanske tropper, som fulgte hans instruktioner om at være skånselsløse, blev fængslet efter at have dræbt 76 krigsfanger, selv om Patton, deres overordnede officer, ikke blev anklaget for nogen forseelse. En tilsvarende hændelse var Canicattì-massakren hvor sicilianske civile (herunder en pige på 11 år) blev dræbt af en gruppe soldater, som i yderste led stod under Pattons kommando.
Endnu værre for ham var smæk-episoden, som fandt sted den 3. august 1943  som nær havde afsluttet Pattons karriere. Sagen kom frem, efter at avisskribenten Drew Pearson offentliggjorde den i sit radioprogram den 21. november, hvor han rapporterede, at general Patton havde fået en "alvorlige reprimande". De allieredes hovedkvarter afviste, at Patton havde fået en reprimande, men bekræftede, at Patton havde slået en soldat.
Ifølge vidner var General Patton på besøg på et militærhospital på Sicilien, hvor han besøgte sårede. Han kom forbi en 24-årig soldat, som græd. Patton spurgte "Hvad er der i vejen med dig?" og soldaten svarede "Det er mine nerver, tror jeg. Jeg kan ikke klare artilleribeskydning." Patton blev rasende og "anvendte bandeord, kaldte soldaten for en "kujon" og beordrede ham tilbage til fronten. Der dannedes et opløb, som bl.a. omfattede hospitalets leder, lægen, som havde indlagt soldaten og en sygeplejerske. Patton slog derpå soldaten bag på hovedet med bagsiden af sin hånd". Det hævdedes, at sygeplejersken kastede sig mod Patton, men blev trukket væk af en læge, og lederen lagde sig imellem. Patton fortsatte videre til andre patienter og vendte så tilbage og skældte ud på soldaten igen.
Da general Eisenhower hørte om episoden, beordrede han Patton til at gøre afbigt, og herefter berettedes det, "blev Pattons opførsel lige så storsindet, som den havde været rasende", og han undskyldte over for soldaten og "alle de, som var tilstede på daværende tidspunkt", Efter at filmen Patton blev udsendt i 1970, genfortalte Charles H. Kuhl historien, og sagde, at Patton havde slået ham i ansigtet og derefter sparket ham, da han gik væk. "Efter at han var taget af sted, blev jeg indlagt på hospitalet, og det viste sig, at jeg havde malaria", bemærkede Kuhl, og tilføjede at da Patton personligt undskyldte (i Pattons hovedkvarter) "sagde han, at han ikke var klar over, at jeg var så syg, som jeg var." Kuhl, som senere arbejdede som gadefejer i Mishawaka, Indiana, tilføjede at Patton var "en stor general" og "jeg tror, at han selv var temmelig udmattet på det tidspunkt, hvor det skete." Kuhl døde den 24. januar 1971.
Det viste sig, at Patton havde slået en anden soldat ti dage tidligere, selv om Kuhls historie var den, som blev offentlig kendt. Andre journalister havde besluttet at forblive tavse om hændelsen, og Kuhls forældre havde undladt at omtale sagen, "fordi de ikke ønskede at skabe vanskeligheder for general Patton." Eisenhower tænkte på at sende Patton hjem i unåde, som mange journalister krævede. Men efter at have konsulteret George Marshall besluttede Eisenhower at beholde Patton, men uden en fremtrædende position. Eisenhower brugte Pattons "orlov" som et trick til at vildlede tyskerne med hensyn til, hvor det næste angreb ville blive sat ind, da de antog, at Patton skulle lede det næste angreb, og han var den general, de var mest bange for. I de 10 måneder, hvor Patton var uden kommando, blev hans forlængede ophold på Sicilien opfattet af tyskerne som en indikation af en kommende invasion af det sydlige Frankrig. Senere blev et ophold i Cairo fortolket som forløber for en invasion på Balkan. Det tyske efterretningsvæsen misfortolkede, hvad der skete, og lavede fejlagtige planer som følge.
I månederne før invasionen i Normandiet i juni 1944 holdt Patton offentlige taler som chef for den fiktive First U.S. Army Group (FUSAG), som det efter sigende var meningen skulle invadere Frankrig ved Calais. Det var en del af en raffineret kampagne med misinformation Operation Fortitude. Tyskerne omplacerede deres styrker som følge heraf og var meget langsomme til at reagere på den faktiske landgang i Normandiet.
I en historie, som fortælles af Professor Richard Holmes, råbte Patton blot tre dage før D-dag til Eisenhower ved en tætbefolket reception "Vi ses i Calais!", til stor bestyrtelse for alle de, som stod omkring ham. Listen så ud til at virke, da der blev opsnappet meddelelser om troppebevægelser nordpå fra Normandiet af kodeknuserne på Bletchley Park.

### Normandiet
Efter invasionen i Normandiet fik Patton kommandoen over USA`s 3. Arme, som var placeret yderst på højre fløj (vest) af den allierede front. Fra middag den 1. august 1944 ledte han denne hær under de senere trin af Operation Cobra, der havde som mål at bryde ud af det vanskelige bocage terræn til sletterne i Nordfrankrig. 3. Arme angreb samtidig mod vest ind i Bretagne og mod øst mod Seinen. I midten af august hjalp den med til at afsnøre en lomme med tusindvis af tyske tropper mellem Falaise og Argentan.
Patton brugte den tyske Blitzkrieg-taktik imod tyskerne selv og rykkede i fuld fart tværs over det nordlige Frankrig. Paris blev befriet af den franske 2. panserdivision, oprørere i byen og den 4. amerikanske infanteridivision. Den franske 2. panserdivision var netop blevet overført fra 3. Arme, og mange soldater i divisionen troede stadig, at de tilhørte den. Disse tidlige offensiver fra 3. Arme viste den karakteristiske høje mobilitet og aggressivitet i Pattons enheder. Patton viste en forståelse for brugen af luftstøtte ved at bruge den XIX Taktiske luftkommando fra USA's 9. Luftvåben til at beskytte sin højre (sydlige) flanke under sin fremrykning til Seinen.
I stedet for at gå løs på fjenden, hvor han var stærkest, foretrak Patton at forbigå modstandscentre og udnytte sin mobilitet til det yderste og derigennem besejre de tyske styrker gennem manøvrer frem for gennem slag, hvor det var muligt. Han var i stand til at gøre dette på grund af sin systematiske udnyttelse af ULTRA, et tophemmeligt system, som havde stor succes med at læse krypterede tyske meldinger. På den anden side var Patton i stand til at anvende denne taktik trods tysk radiotavshed under forberedelsen af Ardenneroffensiven.

### Lorraine
General Pattons offensiv stoppede brat den 31. august 1944, da 3. Arme bogstavelig talt løb tør for benzin nær Mosel-floden lige udenfor Metz i Frankrig. Berragan (2003) hævder, at det især skyldtes Pattons ambitioner og hans afvisning af at anerkende, at han stod for et sekundært angreb. Andre hævder, at det skyldes, at general John C.H. Lee, leder af forsyningstjenesten, valgte netop dette tidspunkt til at flytte sit luksuriøse hovedkvarter til mere komfortable omgivelser i omegnen af Paris. Omkring 30 lastbilkompagnier blev holdt beskæftiget med denne opgave frem for at støtte de kæmpende hære.
Patton forventede, at den øverstkommanderende i Europa (SHAEF) ville sørge for brændstof og forsyninger til de enheder, som rykkede frem. Imidlertid foretrak Eisenhower at rykke frem over en bred front, idet han vidste, at fremrykning på en smal front betød manglende beskyttelse af flankerne og hurtigt ville miste sin fremdrift. På den anden side gav Eisenhower Montgomery og hans 21. Armegruppe ressourcer til fiaskoen Operation Market Garden, som i høj grad var et angreb over en snæver front.
Kombinationen af, at forsyninger til Montgomery havde prioritet, bortledning af ressourcer til at flytte forsyningscenteret og Pattons afvisning af at angribe langsomt, resulterede i, at 3. Arme løb tør for benzin i Alsace-Lorraine, mens den udnyttede tyskernes svaghed.
Pattons erfaring herfra antydede, at en væsentlig fordel for amerikanerne og de allierede bestod af deres mobilitet. Dette førte til et større antal amerikanske lastbiler, større driftssikkerhed hos amerikanske kampvogne, bedre radiokommunikation – alt sammen ting, som bidrog til en overlegen evne til at operere i et højt tempo. Langsomme angreb resulterede i høje tab. De gav også tyskerne lejlighed til at forberede flere defensive stillinger på et sted og tilføje amerikanerne store tab, inden man trak sig tilbage til næste forberedte stilling. Patton nægtede at operere på den måde.
Den tid, det tog at få opsuppleret, var lige nok til at tillade tyskerne yderligere at befæste fæstningen Metz. I oktober og november sad 3. Arme fast i et dødvande med tyskerne med høje tab på begge sider. Den 23. november faldt Metz endeligt til amerikanerne – første gang byen var blevet taget siden den fransk-preussiske krig i 1870.

### Ardenneroffensiven
I december 1944 startede den tyske hær en sidste offensiv i Belgien, Luxembourg og det nordøstlige Frankrig, Ardenneroffensiven (også kendt som Battle of the Bulge), som formelt blev ledet af den tyske feltmarskal Gerd von Rundstedt. Den 16. december 1944 havde den tyske hær samlet 29 divisioner med i alt omkring 250.000 mand ved et svagt punkt i de allieredes linje og rykkede frem mod Meuse-floden i noget af det værste vintervejr, Europa havde oplevet i mange år. Det var midt under disse kampe, at vejret blev så bitterligt koldt og snefuldt, at det bremsede panseroperationer i en periode, og flyaktiviteten var indstillet i mange dage.
Med behov for blot et døgn med godt vejr beordrede Patton 3. Armes feltpræst oberst James O'Neill til at skrive en bøn, som skulle få Gud til at give dette. Vejret klarede op, straks efter at bønnen var blevet læst op, og Patton dekorerede O'Neill med en Bronze Star medalje på stedet. Herefter fortsatte han med at bekæmpe den tyske offensiv og von Rundstedt.
Patton vendte brat 3. Arme nordpå (en bemærkelsesværdig taktisk og logistisk bedrift), befriede sig for kontakt med fjenden og kom den omringede 101. Luftbårne division til hjælp i Bastogne. Da man nåede til februar, var tyskerne i fuld retræte, og Patton rykkede ind i Saar-området i Tyskland. Hovedparten af 3. Arme krydsede Rhinen ved Oppenheim den 22. marts 1945.
Patton planlagde at erobre Prag, da de forreste elementer af de amerikanske styrker blev stoppet. Hans tropper befriede Pilsen og det meste af det vestlige Bøhmen.

### U.S. 3. Armes præstationer i kamp
3. Armes præstationer i kamp under Pattons kommando fra starten af operationerne i Normandiet indtil krigens slutning i Europa siges at have været fremragende. Ifølge Charles M. Province:
| „ | Fjendens mistede et anslået antal på 1.280.688, som blev taget til fange (heraf 515.205, som blev taget til fange i den sidste uge af krigen), 144.500 dræbte og 386.200 eller alt i alt 1.811.388. 3. Arme mistede 15.596 dræbte, 96.241 sårede og 26.809 savnede i kamp eller alt i alt 139.646. | “ |

Krigsfanger under eller efter en militær aktion kan tælles, mens modstanderens tab i form af dræbte eller sårede normalt kun kan estimeres, og der har været en tendens i alle militære styrker til alle tider til at overdrive de tab, som blev tildelt fjenden. De ovenstående tal for tyske tab virker tvivlsomme i betragtning af det overordnede forhold mellem allierede og tyske tab under kampagnerne i Nordvesteuropa i 1944-1945. Ifølge Charles B. MacDonald,
| „ | Efter D-dag i Normandiet mistede tyskerne alene på Vestfronten 263.000 døde, 49.000 permanent invaliderede og 8.109.000 tilfangetagne. De allieredes tab var 186.900 døde, 545.700 sårede og 109.600 savnede (nogle blev senere erklæret døde, og andre kom senere hjem som krigsfanger). | “ |

Hvis både Provinces og MacDonalds tal er præcise, vil det betyde, at Pattons 3. arme påførte tyskerne 55 % af alle deres døde i kamp eller døde af sår under kampagnen i Nordvesteuropa (144.500 ud af 263.000), mens armeens egne tab i disse kategorier kun var på 9% af de samlede allierede tab (16.596 ud af 186.900). Mens Pattons 3. Arme således skulle have afstedkommet langt større tab på fjenden, end den selv fik, skulle alle andre allierede enheder i gennemsnit have lidt tab, som var betydeligt større end dem, de tildelte fjenden:
samlede 1944/45 Kampagne'
Tyske døde: 263.000;
Allierede døde: 186.900;
Tyske døde pr. 100 allierede døde: 141
Pattons 3. Arme
Tyske døde: 144.500;
Allierede døde: 16.596;
Tyske døde pr. 100 allierede døde: 871
Andre allierede enheder
Tyske døde: 118.500;
Allierede døde: 170.304;
Tyske døde pr. 100 allierede døde: 70
Med mindre det totale antal tyske dræbte i kamp under denne kampagne var langt højere end opgivet af MacDonald, betyder dette følgende:
a)	Ledelsen, tropperne og taktikken i Pattons 3. Arme var langt bedre end hos de andre allierede enheder, som tog del i kampagnen i Nordvesteuropa i 1944/45.
b)	Provinces tal om tyske tab til Pattons 3. Arme er betydeligt overdrevne.

## Kort besøg i Californien i juni 1945
Stort set glemt af historien er den varme modtagelse, som han fik den 9. juni 1945, da han og generalløjtnant Jimmy Doolittle blev hædret med en parade gennem Los Angeles og en modtagelse på Los Angeles Memorial Coliseum foran over 100.000 mennesker samme aften.
Den næste dag turnerede Patton og Doolittle rundt i Los Angeles-området. Patton talte foran rådhuset i Burbank og på Rose Bowl stadion i Pasadena. Han bar sin hjelm med en ret linje af stjerner, brystet fuldt af medaljer og to revolvere med elfenbensgreb. Han understregede sin tale med nogle af de samme eder, som han havde brugt overfor tropperne. Han talte om forholdene i Europa og de russiske allierede til de beundrende skarer. Det var nok den eneste gang i USA, at civile i stort tal hørte og så den berømte kriger på podiet.
Det var også dengang, han i stilhed overgav en original kopi af Nürnberglovene fra 1935, som han havde smuglet ud af Tyskland til Huntington Library, et opbevaringssted i verdensklasse af historiske originalpapirer, bøger og kort nær Pasadena. Han gav formanden for bestyrelsen besked på ikke at lave en officiel registrering af overdragelsen og ikke lade materialet blive offentligt tilgængeligt i Pattons levetid. Biblioteket beholdt Nürnberglovene i et pengeskab i kælderen trods en juridisk kendelse i 1969, hvor familien fik udstedt pålæg om, at alle hans papirer skulle udleveres til Kongresbiblioteket. Den 26. juni 1999 bekendtgjorde Robert Skotheim, den daværende præsident for biblioteket, at det permanent ville udlåne Nürnberglovene til Skirball Cultural Center i Los Angeles, hvor de for nærværende er udstillet.

## Ulykke og død
Den 9. december 1945, i Tyskland, dagen før han skulle vende tilbage til USA, blev Patton alvorligt kvæstet ved en trafikulykke. Han og hans stabschef generalmajor Hobart R. Gay var på en dagstur for at jage fasaner på landet uden for Mannheim. Deres Cadillac model 75 fra 1939 blev ført af menig Horace Woodring (1926 – 2003). Patton sad på bagsædet med general Gay til venstre for sig som sædvanlig. Kl. 11.45 nær Neckarstadt, (Käfertal) blev bilen ramt frontalt af en 2½ ton lastbil ført af Technical Sergeant Robert L. Thompson. Ifølge det rapporterede dukkede Thompson frem af disen og lavede et venstresving ind mod en sidevej, og generalens Cadillac ramte ind i lastbilen. General Patton blev kastet fremad og hans hoved ramte en metalstiver, som var en del af adskillelsen mellem for- og bagsæde. Gay og Woodring forblev uskadte. Lammet fra nakken og nedad døde George Patton af en blodprop den 21. december 1945 på militærhospitalet i Heidelberg med sin kone til stede.
Patton blev begravet på den amerikanske kirkegård i Hamm i Luxembourg sammen med andre soldater fra 3. Arme. Den 19. marts 1947 blev han flyttet fra den oprindelige grav på kirkegården til den nuværende prominente placering i spidsen for sine tidligere tropper. Et mindesmærke blev opstillet på Wilson-Patton familiegravstedet på kirkegården i San Gabriel ved siden af den episkopale kirke, hvor Patton blev døbt og konfirmeret. Ved indgangen til kirken er der en glasmosaik, som blandt andre højdepunkter i hans karriere viser ham kørende i en kampvogn. En statue af general Patton er opstillet mellem kirken og familiegravstedet.
Pattons bil blev repareret og brugt af andre officerer. Bilen fremvises nu sammen med andre genstande med tilknytning til general Patton på General George Patton Museum i Fort Knox, Kentucky.

## Kontroverser og kritik
Patton gav flere gange anledning til politisk irritation og blev kritiseret for nogle kontroversielle afvigelser fra skik og brug såsom smæk-episoden i 1943. Ifølge flere rapporter krævede Patton den højeste standard af orden og renlighed inden for sin arme og uddelte bøder til enhver. som overtrådte reglerne.
Patton har et ry i dag som en general, som var meget utålmodig med officererne under ham, sammenlignet med Omar Bradley, hans kollega og senere overordnede, men sandheden er meget mere kompliceret. Patton afskedigede rent faktisk kun én general under 2. verdenskrig, Orlando Ward, og kun efter flere advarsler, hvorimod Bradley fyrede mere end et dusin generaler under krigen og på et tyndt grundlag.

### Pattons problemer med humor, hans image, og pressen
I modsætning til Dwight D. Eisenhower, som var populær blandt tropperne, til dels på grund af hans selvironiske humor, kunne Patton ikke lide vittigheder, som var rettet mod ham selv. Soldater i Stillehavet var ikke glade for, hvad der foregik på det europæiske kontinent og kunne ikke lide ham på grund af hans tilsyneladende ligegyldighed med sine troppers liv. Patton havde rent faktisk den største respekt for de mænd, som gjorde tjeneste under ham, men havde intet til overs for folk med "kamptræthed". Karikaturtegneren Bill Mauldin gjorde flere gange grin med Patton i sine tegninger, hvilket fik Patton til at tilkalde Mauldin til sit hovedkvarter til en skideballe. På den anden side var han selv af og til i stand til at være vittig: "De to farligste våben, som tyskerne har, er vore egne pansrede halvbæltekøretøjer og jeeps. Halvbæltekøretøjerne, fordi drengene i dem vil udføre heroiske handlinger, fordi de tror, de sidder i en tank. Jeepen, fordi vi har så mange møgelendige chauffører." Under Ardenneroffensiven, faldt hans berømte bemærkning om, at de allierede skulle "lade skiderikkerne (tyskerne) trænge helt frem til Paris, hvorefter vi afskærer dem og indfanger dem". Han foreslog også, at de tyske styrker skulle angribe i retning af briterne og skabe "endnu et Dunkirk"
Hans bemærkninger gjorde ofte grin med Montgomery og nogle gange med Den røde Hær, hvilket bidrog til øst/vest-allierede spændinger. I sammenhæng med krigsførelse i en koalition var disse bemærkninger af og til skadelige. Eisenhower benyttede klogt Pattons høje profil over for pressen til at bidrage til Operation Fortitude; han vidste, at pressen ville skrive om hans optrædener i Storbritannien, og at tyskerne ville opfange disse rapporter.
Patton dyrkede bevidst et prangende, iøjefaldende image i troen på, at dette ville motivere hans tropper. Han sås i reglen iført en højpoleret hjelm, ridebukser og lange kavaleristøvler. Han bar prangende revolvere med elfenbensskæfte med nikkelplader såsom hans mest berømte håndvåben, en Colt Peacemaker. Hans køretøjer havde ekstra store generalsstjerner og var forsynet med højtlydte sirener. Hans tale var spækket med eder. Hårdheden af hans image og karakter virkede velplacerede til forholdene i kamp. Patton modtog mange roser fra journalisterne, der fulgte ham, herunder en hyldest fra en skribent fra UPI, som skrev: "General George S. Patton troede, at han var den største soldat som nogensinde havde levet. Han fik sig selv til at tro på, at han aldrig ville fejle ved at tvivle. Denne absolutte tro på sig selv som strateg og vovehals påvirkede hele hans hær, indtil mændene i US 2. korps i Afrika og senere 3. Arme i Frankrig troede på, at de ikke kunne besejres under hans lederskab."

### Task Force Baum-kontroversen
Den 24. marts 1945, kort efter overgangen over Rhinen, beordrede Patton XII Korps chef generalmajor Manton Eddy til straks at iværksætte en operation med det mål at befri fangelejren OFLAG XIII-B nær Hammelburg, ca. 80 km bag fjendens linjer. Eddy argumenterede stærkt imod nødvendigheden og klogskaben i dette angreb og gik efter sigende så langt som at videregive ordren til 4. panserdivision uden general Eisenhowers forudgående godkendelse. Patton, som ikke havde noget ønske om at involvere Eisenhower, (som allerede var godt kendt med Pattons stivnakkede tendenser, og som formentlig ville have aflyst operationen), fløj til hovedkvarteret for US XII korps i Undenheim, hvor han ventede, til Eddy gik til middag og afleverede så personligt ordren til brigadegeneral Hoge i US 4. panserdivision. Hoge og chefen for "Combat Command B" oberstløjtnant Creighton Abrams bemærkede, at efterretningsvæsenet havde indikationer på, at der var stærke hærstyrker og muligvis SS-panser i området og hæftede sig også ved afstanden fra fronten og fortalte Patton, at operationen ville kræve intet mindre end en hel Combat Command (dvs. en blandet styrke på flere tusinde mænd). Det afviste Patton, som insisterede på, at der kun skulle afsendes en mindre styrke. Han planlagde at bruge 3.000 soldater, men i den sidste ende blev det kun til to kompagnier med 300 mænd og 15 kampvogne, som blev sendt af sted for at befri krigsfangelejren i Hammelburg. Han besluttede også, at hans aide-de-camp og personlige ven, major Alexander Stiller, skulle ledsage styrken "for at få erfaring."
Styrken fik navnet Task Force Baum (efter sin leder, kaptajn Abraham Baum), og den kæmpede tappert mod betydelig modstand for at befri lejren, men var for udmattet og formindsket i styrke efter 52 timer i kamp til at kunne bryde ud af den løkke, som forstærkninger til den tyske hær havde slået omkring den. Raidet var en total fiasko, og kun 35 ud af 300 mand vendte tilbage. Resten blev taget til fange eller dræbt.
Efter at nyheden om operationen blev offentlig kendt, blev det afsløret, at Pattons motiver for at beordre denne operation, som stred mod sund fornuft og havde været udsat for så megen kritik fra Pattons underordnede officerer, var personlige. Han havde fået at vide af Eisenhower, at hans svigersøn oberstløjtnant John K. Waters, som var blevet taget til fange i Nordafrika i 1943, blev holdt som fange i Hammelburg. Indtil dette kom frem, havde Patton altid hævdet, at han ikke vidste, hvor Waters var. Ved nærmere eftersyn viste det sig, at Pattons forklaring på, hvorfor Stiller skulle deltage, heller ikke holdt vand. Som officer med udmærkelser fra 1. verdenskrig havde Stiller oplevet mere kamp end de fleste i Task Force Baum, men hvad der betød mere var, at som personlig ven af Patton-familien havde han mødt Waters og ville være i stand til at identificere ham. Patton hævdede desuden, at befrielsen af lejren ved Hammelburg var motiveret af hans dybe bekymring for de tilfangetagne soldaters sikkerhed og velfærd. Som en ironisk drejning blev Stiller taget til fange, men Patton afviste at forsøge at befri lejren, hvor han og de andre overlevende blev tilbageholdt, selv om den var meget tættere på 3. Armes fremrykningsakse, end Hammelburg havde været, og indeholdt næsten dobbelt så mange fanger. Pattons overordnede, general Omar Bradley, karakteriserede senere angrebet som "a wild goose-chase that ended in a tragedy."

### Efter den tyske kapitulation
Efter at kapitulationen den 8. maj 1945 havde fjernet truslen fra Nazityskland, var Patton hurtig til at hævde, at Sovjetunionen ville ophøre med at være allieret med USA. Han var bekymret over, at ca. 25.000 amerikanske krigsfanger var blevet befriet af den Røde Hær uden at blive returneret til amerikanerne. Rent faktisk tilskyndede han sine overordnede til at smide russerne ud af Central- og Østeuropa. Patton mente, at den Røde Hær var svag, manglede forsyninger og var sårbar, og at De Forenede Stater skulle benytte sig af denne svaghed, inden russerne kunne konsolidere deres position. Set i dette lys, fortalte han den daværende vice-krigsminister Robert P. Patterson, var point-systemet, der blev brugt til at udvælge hvilke tropper, der først skulle demobiliseres, ødelæggende, og det skabte et vakuum, som russerne kunne udnytte. "Hr. minister, for Guds skyld, når de tager hjem, stop dette point-system; hold op med at nedbryde disse hære" tryglede generalen. "Lad os holde støvlerne pudsede, bajonetterne skærpede og fremvise et billede af styrke overfor disse folk (russerne). Det er det eneste sprog, de forstår". Patterson, som blev krigsminister nogle måneder senere, spurgte: "Hvad ville De gøre?", hvortil Patton svarede: "Jeg ville få Dem til at fortælle den Røde Hær, hvor deres grænse ligger, og give dem en begrænset tidsfrist til at komme tilbage over den. Advare dem om, at hvis de ikke gør det, så vil vi skubbe dem tilbage over den".
På det personlige niveau var Patton skuffet over, at hæren afviste at give ham en kampopgave i Stillehavet. Utilfreds med sin rolle som militærguvernør i Bayern og nedtrykt i overbevisningen om, at han aldrig igen ville komme til at udkæmpe en krig, blev Pattons adfærd og udtalelser stadig mere uberegnelig. Han fremkom med mange anti-russiske udtalelser i breve hjem. Der er fremsat forskellige forklaringer, udover hans skuffelser, for hans adfærd på dette tidspunkt. Carlo d'Este skriver i Patton: A Genius for War, at det virker næsten uomgængeligt, at Patton havde fået en eller anden form for hjerneskade fra de mange skader i hovedet, som han gennem livet havde fået ved adskillige bil- og hesterelaterede ulykker, især én, som han fik, da han spillede polo i 1936.
Det bør imidlertid bemærkes, at mange af de kontroversielle holdninger, som han gav udtryk for, var almindelige (om end måske ikke decideret populære) på daværende tidspunkt, og hans udtrykte modstand mod afnazificeringen efter kapitulationen debatteres fortsat. Mange priser fortsat højlydt hans generøse behandling af sine tidligere fjender og hans tidlige erkendelse af den russiske trussel, mens hans kritikere hævder, at protesterne var udtryk for holdningerne hos en snæversynet elitist. Uanset årsagen var Patton igen i vanskeligheder i forhold til sine overordnede og det amerikanske folk. Da han talte med en gruppe journalister, sammenlignede han nazisterne med tabere ved amerikanske valg, og at være nazist i Tyskland var blot at være medlem af et politisk parti – "som at være demokrat i Staterne". Patton blev hurtigt frataget kommandoen over 3. Arme og overført til 15. arme, en enhed, som skulle forberede en historie om krigen.

### Holdninger om race
Brugen af sorte tropper under fremstødet mod Siegfried-linjen giver et indblik i Pattons holdninger i racespørgsmålet. Den første rent sorte kampvognsbataljon 761st med øgenavnet "Black Panthers" blev tildelt Patton i efteråret 1944 efter hans egen anmodning. Da enheden skulle til at gå i kamp, inspicerede Patton bataljonen og talte til mændene:
| „ | Mænd, I er de første neger-kampvognsbesætninger, der skal kæmpe i den amerikanske hær. Jeg ville ikke have bedt om at få jer tildelt, hvis ikke I var gode. Jeg har kun de bedste i min hær. Jeg er ligeglad med, hvilken hudfarve I har, så længe I blot går ud og dræber de dér tyske skiderikker. Alle har øjnene fæstnet på jer og forventer meget af jer. De fleste af jeres race ser op til jer. Lad være med at skuffe dem, for pokker, og lad være med at skuffe mig! | “ |
|   | — George S. Patton, The 761st "Black Panther" Tank Battalion in World War II" |   |

Som mange andre officerer i militæret udtrykte Patton sin tvivl om at bruge sorte i kampstyrkerne. Da han kom tilbage til sit hovedkvarter efter inspektionen, bemærkede han: "De gav et godt første indtryk, men jeg har ingen tiltro til racens kampevner." Han accepterede "Black Panthers", fordi han havde brug for al den kampkraft, som han kunne få. Selv efter krigen var Patton ikke tilbøjelig til at ændre sin mening om sorte soldater. I War As I Knew It, omtaler han den ovennævnte episode og tilføjer "som individer var de gode soldater, men jeg gav udtryk for min holdning på daværende tidspunkt og har aldrig fundet det nødvendigt at ændre den, at en sort soldat ikke kan tænke hurtigt nok til at kæmpe i panser."
D'Este forklarer, at "på den ene side kunne han beundre – og gjorde det – den drøjde og det mod", som nogle sorte soldater havde, men hans skrifter kan også ofte læses som, at "han håner dem og deres officerer, fordi de ikke var en del af hans sociale orden." Historikeren Hugh Cole pointerer, at Patton var den første militære leder, som indførte blandede riffelkompagnier, da det kneb med mandskab.
Pattons syn på sorte virker mildt og endda generøst sammenlignet med de bemærkninger, som han kom med om jøder og andre etniske grupper, som han mødte gennem sin militære karriere (og langt mildere end hans legendariske had til russerne). I almindelighed betragtede han dem, som ikke var af nordeuropæisk oprindelse, som beskidte og uciviliserede. På den anden side viser hans udtalelser om historien ikke manglende respekt for de militære resultater, som andre racer havde opnået.
Han blev ikke desto mindre forfærdet over det, han så, da 3. Armé befriede koncentrationslejren i Buchenwald. Lokale tyske borgere hævdede, at de ikke var klar over, hvad der foregik. Han beordrede amerikanske tropper til at indfange omkring 2.000 lokale tyskere og lade dem marchere gennem lejren. Han ønskede, at de skulle opleve grusomhederne på første hånd.
Selv om mange af hans holdninger var almindelige, var han ofte usædvanlig direkte, når det drejede sig om at udtrykke dem. En gang skrev han:
| „ | Vanskeligheden ved at forstå russeren består i, at vi ikke tager højde for det faktum, at han ikke er europæer, men asiat, og derfor tænker ad snørklede baner. Vi har ikke lettere ved at forstå en russer end en kineser eller japaner, og fra hvad jeg har set af dem, har jeg ikke noget særligt ønske om at forstå dem, ud over at finde ud af, hvor meget bly eller jern der kræves for at dræbe dem. Udover hans andre elskelige karaktertræk har russeren ingen respekt for menneskeliv, og de er helt igennem skiderikker, barbarer og kroniske drukkenbolte. | “ |
|   | — George S. Patton |   |

### Forholdet til Eisenhower
Forholdet mellem George S. Patton og Dwight Eisenhower har længe været af interesse for historikere, i og med at udbruddet af 2. verdenskrig fuldstændig byttede om på deres indbyrdes roller på kun to år. Da Patton og Eisenhower mødtes i midten af 1920'erne havde Patton 6 års højere anciennitet i hæren, og Eisenhower så Patton som en ledende tænker inden for panserkrigsførelse.
Mellem 1935 og 1940 udviklede Patton og Eisenhower et meget tæt venskab, som bl.a. betød, at de to familier holdt sommerferie sammen. I 1938 blev Patton forfremmet til oberst, og Eisenhower, som dengang stadig var oberstløjtnant, indrømmede åbent, at han så Patton som en ven, overordnet og mentor.
Ved udbruddet af 2. verdenskrig blev Pattons ekspertise indenfor mekaniseret krigsførelse anerkendt af hæren, og han blev hurtigt forfremmet til brigadegeneral og mindre end et år senere generalmajor. I 1940 skrev oberstløjtnant Eisenhower et bønskrift til generalmajor Patton, hvor han tilbød at gøre tjeneste under ham. Patton accepterede straks, idet han sagde, at han ikke kunne forestille sig noget bedre for Eisenhower end at være under hans kommando.
Generalstabschefen George Marshall, som var klar over, at den kommende konflikt ville kræve alle til rådighed stående militære talenter, havde andre planer for Eisenhower. I 1941, efter 5 år som en relativt ukendt oberstløjtnant, blev Eisenhower forfremmet til oberst og igen til brigadegeneral på kun 6 måneder. Patton havde stadig længere anciennitet i den regulære hær, men i den værnepligtige hær var det snart ikke længere tilfældet. I 1942 blev Eisenhower forfremmet til generalmajor og blot nogle få måneder senere til generalløjtnant – således at han for første gang havde højere rang end Patton. Da de allierede bekendtgjorde invasionen i Nordafrika, fandt generalmajor Patton sig pludselig under kommando af sin tidligere underordnede.
I 1943 blev Patton generalløjtnant en måned efter, at Eisenhower var blevet forfremmet til fuld 4-stjernet general. Patton var usædvanlig reserveret, når det drejede sig om offentligt at kommentere Eisenhowers hastige opstigning. Patton forsikrede også Eisenhower om, at de to mænds professionelle forhold var upåvirket. Privat derimod var Patton ofte hurtig til at erindre Eisenhower om dennes permanente rang i den regulære hær, som da stadig var et-stjernet, mens Patton var to-stjernet generalmajor.
Da Patton kom under kritik for "lussinge-episoden" på Sicilien, mødtes Eisenhower privat med Patton og tildelte ham en reprimande, men forsikrede ham derefter om, at han ikke ville blive hjemsendt for sin adfærd. Mange historikere har fremsat den tanke, at havde det været en hvilken som helst anden end Eisenhower, ville Patton være blevet degraderet og stillet for en krigsret. Af de to soldater, som fik lussinger, var den ene rømmet fra sin enhed, og hævdede at have diarre, (som kunne fremkaldes ved at spise den udleverede gule sæbe). Den anden havde malaria, men havde fået etiketten "kamptræthed" af hospitalet.
Eisenhower tilskrives også æren for at have givet Patton en kommando i Frankrig, efter at andre kræfter i hæren havde degraderet Patton til forskellige uvigtige opgaver i England. Det var i Frankrig, at Patton kom i selskab med en anden tidligere underordnet, Omar Bradley, som også var blevet hans overordnede. Som med Eisenhower opførte Patton sig professionelt og udmærkede sig under Bradley.
Efter afslutningen af 2. verdenskrig blev Patton, som nu var firstjernet general, chef for okkupationen af Bayern og sørgede for at redde de verdensberømte Lipizzaner-heste fra Wien. Patton blev afskediget, efter at han åbent havde gjort oprør mod det straffende okkupationsdirektiv JCS 1067. Hans synspunkt var, at med Hitler af vejen kunne den tyske hær genopbygges som en allieret i den mulige krig mod russerne, som Patton afskyede og betragtede som en større plage end tyskerne. I denne periode skrev han, at den allierede sejr ville være forgæves, hvis den førte til, at man fik en større tyran end Hitler og en hær af "mongolske vilde", som kontrollerede det halve af Europa. Eisenhower havde til sidst fået nok og fratog Patton alle hans opgaver og beordrede ham til at vende tilbage til De Forenede Stater. Da Patton åbent beskyldte Eisenhower for mere at tænke på en politisk karriere end på sine militære pligter, var deres venskab i realiteten slut. Hertil kom, at Patton var meget kritisk over for de sejrende allieredes brug af tyske tvangsarbejdere. Han skrev i sin dagbog: "Jeg er også imod at sende krigsfanger af sted for at arbejde som slaver i fremmede lande (især til Frankrig), hvor mange vil blive sultet ihjel". Han noterede sig også: "Det er morsomt at huske på, at vi udkæmpede uafhængighedskrigen som forsvar for menneskerettighederne og udkæmpede borgerkrigen for at afskaffe slaveriet, og nu har vi opgivet begge principper".
Da George Pattons biografi blev udsendt på A&E Nettet, beskrev et enkelt citat måske bedst Pattons og Eisenhowers forhold og skæbne:
| „ | Forløbet af 2. verdenskrig ville føre disse to mænd til meget forskellige skæbner: en til at blive præsident i De Forenede Stater, den anden til en soldatergrav i et fremmed land. | “ |

Nær slutningen af krigen (februar 1945) lavede Eisenhower en rangliste over de amerikanske generaler i Europa. Omar Bradley og Carl Spaatz placerede han øverst. Dernæst kom Walter Bedell Smith som nummer 2 og Patton som nummer 3, efterfulgt af Mark Clark og Lucian Truscott.
I december 1945 blev Bradley selv bedt af Eisenhower om at rangere alle generaler, og han placerede dem således: Bedell Smith #1, Spaatz #2, Courtney Hodges #3, Elwood Quesada #4, Truscott #5, and Patton #6 (der var flere som blev rangeret)
Disse rangordninger indeholdt formentlig andre faktorer end Pattons succes som leder på slagmarken. Til dette citerer Alan Axelrod i sin bog Patton (Palgrave Macmillan, 2006) den tyske feltmarskal Gerd von Rundstedt for at sige: "Patton var den bedste, I havde" og overraskende Josef Stalin for at sige, at den Røde Hær ikke kunne have planlagt eller udført Pattons fremrykning gennem Frankrig. D'Este beretter, at selv Hitler modstræbende respekterede Patton og på et tidspunkt kaldte ham "den gale cowboy-general".
Det bør også bemærkes, at Spaatz og Quesada rent faktisk var generaler i hærens luftvåben og i dag ville blive holdt udenfor. Derfor er det umuligt at sammenligne dem med Patton, fordi de havde en helt anden opgave.

## FilmenPatton
Patton var centrum i filmen Patton fra 1970, hvor George C. Scott fik en Oscar for sin præstation i titelrollen. På grund af filmen og dens nu berømte indledende monolog foran et enormt amerikansk flag, som baserer sig på elementer af taler, som Patton holdt på forskellige tidspunkter, er Patton kommet til at symbolisere krigerens grusomhed og aggressivitet. Selv om filmen er baseret på Ladislas Faragos Patton: Ordeal and Triumph og Omar Bradleys A Soldier's Story, hævder historikere, at filmen er behæftet med nogen slagside, idet man hæfter sig ved Omar Bradleys store indflydelse som øverste militære rådgiver og forfatter. Bradley, som i filmen blev spillet af Karl Malden, havde et omskiftende forhold til Patton, og filmens behandling af ham kan ses som en helgenbeskrivelse. På den anden side var der mange af Pattons samtidige, herunder mange som kendte ham personligt eller gjorde tjeneste under ham, som hyldede Scotts portræt af Patton som en kompleks, duelig og alligevel ufuldkommen leder. En anden kilde, som blev brugt af disse og andre forfattere, er "Button Box"-manuskriptet, som blev skrevet af Pattons kone, Beatrice Ayer Patton.
Billedet af Patton i filmen er noget vildledende, idet åbningsmonologen afleveres fra en scene foran, hvad der lyder som et meget stort publikum. Den virkelige George Patton var ikke kendt som en god taler. Han var genert og vidste, at hans høje stemme kunne få ham til at lyde knap så dominerende, hvilket var i modsætning til Scott, som selvsikkert afleverede en fint afstemt og præcis tale. Filmens forfattere Francis Ford Coppola og Edmund H. North ændrede på formuleringerne hist og her, ofte for at nedtone eller fjerne generalens eder og forbandelser.

## Eftermæle
- General George Patton Museum i Fort Knox, Kentucky.
- Et museum, som er viet til Patton og hans indsats i træningen af en million soldater til kamp i Afrikas ørkener, finder man på stedet for hans Desert Training Center ved Chiriaco Summit i Californien. En statue af Patton kan ses fra den nærliggende motorvej (Interstate 10).
- To aktive United States Army installationer er opkaldt efter general Patton. Patton Barracks huser den amerikanske hærs hovedkvarter i Heidelberg i Tyskland. Patton Army Air Field i Camp Arifjan i Kuwait yder helikopterstøtte m.v. toæ hærenheder i det sydlige Kuwait.
- Patton-serien af kampvogne, herunder M60 Patton er opkaldt efter ham.
- Pattons søn, George S. Patton IV, blev også officer i hæren og gjorde tjeneste efter slutningen af 2. verdenskrig (han var i sit sidste år på West Point, da hans far døde). Han gjorde tjeneste i Korea og Vietnam og steg i graderne til generalmajor. En af hans sidste opgaver var som chef for 2nd Armored Division, U.S. Army, den samme enhed, som hans far var chef for i starten af 2. verdenskrig, hvilket betød, at de blev det første far-søn par, som har haft kommandoen over den samme division i hæren. Patton trak sig tilbage fra aktiv tjeneste i 1980 til en hestefarm i Virginia. Han døde i 2004 i en alder af 80 år.
- Et kapitel i Sons of the American Revolution er opkaldt efter Patton[32]
- Pattons barnebarn, Margaret Georgina Patton, blev katolsk nonne.
- I den episkopale Vor Frelsers kirke i San Gabriel i Californien er der en glasmosaik, som viser Patton som en slags Skt. Georg. Han fremstår som en kæmper mod en drage dekoreret med hagekors. Teksten i vinduet lyder "Jeg kæmper en god kamp".
- Han efterlod sig en 63 fods Alden schooner, som han havde døbt "When and If", fordi, som han sagde til sin kone, When (når) krigen er forbi, og 'If' (hvis) jeg overlever, vil vi sejle jorden rundt i hende."
- Patton skrev meget, herunder taler, forelæsninger og poesi. Meget af det findes i dag på Kongresbiblioteket i Washington D.C.

### Primære Kilder
- George S. Patton, Jr., War As I Knew It;Houghton Mifflin
ISBN 0-395-73529-7 ;(1947/1975); (Soft Cover)
ISBN 0-395-08704-6 (fejlagtigt) (1947/1975); (Hard Cover)
- George S. Patton, Jr., The poems of General George S. Patton, Jr.: lines of fire, edited by Carmine A. Prioli. Edwin Mellen Press, 1991.
- Patton's photographs: war as he saw it. ed by Kevin Hymel Potomac Books,
ISBN 1-57488-871-4 (2006) (Hard Cover);
ISBN 1-57488-872-2 (2006) (Soft Cover; Alkali Paper).
- Blumenson, Martin. The Patton Papers. Vol. 1, 1885-1940.;
ISBN 0-395-12706-8 (Hard Cover) Houghton Mifflin Co., 1972. 996 pp.
ISBN 0-306-80717-3 (Soft Cover; Alkali Paper) Da Capo Press; 1998; 996 pp.
- Blumenson, Martin. The Patton Papers: Vol. 2, 1940-1945.;
ISBN 0-395-18498-3 (Hard Cover); Houghton Mifflin, 1974. 889 pp.
ISBN 0-306-80717-3 (Soft Cover; Alkali Paper); Da Capo Press, 1996. 889 pp.
- Patton, Robert H. The Pattons: A Personal History of An American Family;
ISBN 1-57488-127-2 (Soft Cover); Crown Publishers (1994); Brassey's (1996) 320 pp.
- Platt, Anthony M. with O'Leary, Cecilia E. "Bloodlines: Recovering Hitler's Nuremberg Laws, From Patton's Trophy To Public Memorial."; 
ISBN 1-59451-140-3 (paperback); Paradigm Publishers, 2006. 268 pp.

### Sekundære kilder
- Sobel, Brian. The Fighting Pattons
ISBN 0-440-23572-3 (Soft Cover) Dell Publishing, 1997; Praeger Publishers Reprint, July, 2000.
- Axelrod, Alan. Patton: A Biography. Palgrave Macmillan, 2006. 205 pp.
- Berragan, G. W. "Who Should Bear Primary Responsibility for the Culmination of Patton's Us Third Army on the Moselle in 1944? Are There Lessons for Contemporary Campaign Planning?" Defence Studies 2003 3(3): 161-172. Issn: 1470-2436 Fulltext in Ingenta and Ebsco.
- Martin Blumenson. Patton: The Man Behind the Legend, 1885-1945 (1985) ISBN 0-688-06082-X
- Blumenson, Martin. The Battle of the Generals: The Untold Story of the Falaise Pocket – the Campaign That Should Have Won World War II. 1993. 288 pp.
- Carlo D'Este. Patton : A Genius for War HarperCollins, (1995). 978 pp. ISBN 0-06-016455-7
- Dietrich, Steve E. "The Professional Reading of General George S. Patton, Jr." Journal of Military History 1989 53(4): 387-418. Issn: 0899-3718 Fulltext in Jstor
- Essame, H. Patton: A Study in Command. 1974. 280 pp.
- Stanley P. Hirshson. General Patton: A Soldier's Life. (2002) ISBN 0-06-000982-9
- Ladislas Farago. Patton: Ordeal and Triumph. ISBN 1-59416-011-2
- Nye, Roger H. The Patton Mind: The Professional Development of an Extraordinary Leader. Avery, 1993. 224 pp.
- Pullen, John J. "'You Will Be Afraid.'" American Heritage 2005 56(3): 26-29. Issn: 0002-8738 Fulltext in Ebsco. Patton's March 1945 was made famous by the movie, which sanitized it. Patton used harsh and foul language and castigated cowards, or "psychoneurotics," and those who used self-inflicted wounds to get out of combat. The basic message was "shoot and keep shooting."
- Rickard, John Nelson. Patton at Bay: The Lorraine Campaign, September to December 1944. Praeger, 1999. 295 pp.
- Dennis Showalter. Patton and Rommel: Men of War in the Twentieth Century (2005). ISBN 978-0-425-20663-8.
- Smith, David Andrew. George S. Patton: A Biography. Greenwood, 2003. 130 pp.
- Spires, David N. Patton's Air Force: Forging a Legendary Air-Ground Team. Smithsonian Inst. Pr., 2002. 377 pp.
- Brenton G. Wallace. Patton & His Third Army ISBN 0-8117-2896-X
- Russell F. Weigley. Eisenhower's Lieutenants: The Campaign of France and Germany 1944-1945, (1990)
- Wilson, Dale Eldred. `Treat 'Em Rough'! The United States Army Tank Corps in the First World War. Temple U. Press (1990). 352 pp.